# الحر بن يوسف
الحر بن يوسف (توفي 113 ه‍ / 731 م) هو أمير أموي ولي مصر ثم الموصل.
هو الحر بن يوسف بن يحيى بن الحكم الأموي. نصب واليا لمصر من قبل هشام بن عبد الملك سنة 105 هـ وبقي في هذا المنصب لسنة واحدة إلى 106 هـ. صرف من منصبه بناء على طلبه وولي بعدها الموصل. قام بتحسين الكثير من البنية النتحتية في المدينة وبقي واليا للموصل إلى أن توفى. وقد قال عنه ابن تغري بردي «كان أجل أمراء بني أمية شجاعة وكرماً وسؤدداً».